# Прованшер-е-Кольруа
Прованшер-е-Кольруа (фр. Provenchères-et-Colroy) — муніципалітет у Франції, у регіоні Гранд-Ест, департамент Вогези. Прованшер-е-Кольруа утворено 1 січня 2016 року шляхом злиття муніципалітетів Кольруа-ла-Гранд i Прованшер-сюр-Фав. Адміністративним центром муніципалітету є Прованшер-сюр-Фав. Населення — 1316 осіб (01.01.2021).